# Praça-forte
A praça-forte, ou praça de guerra, é uma povoação fortificada (afortalezada), ou uma cidadela cuja fortificações se destinam a compensar as condições de defesa naturais do local onde se situa, ou a garantir a segurança de locais estratégicos, como vias de comunicação, pontos de passagem importantes, quer no interior quer na costa.

## Finalidade
A finalidade de uma praça-forte é de fechar completa ou parcialmente uma zona e permitir controlar uma passagem. Controlar em tempos de paz ou impedir em tempos de guerra. Ela permite assim proteger ou defender uma estrada estratégica como já o faziam os romanos, estabelecendo colónias no sul da Gália para proteger as estradas entre a Península Itálica e a Hispânia, como o fez a França ao longo dos rios São Lourenço e Mississippi para proteger as comunicações entre Montreal e  a Orleães.
A praça-forte oferece a uma pequena guarnição a possibilidade de se defender de um inimigo muito mais numeroso. Uma posição bem escolhida permite bloquear eficazmente um exército com efectivos reduzidos, como o que aconteceu em 1940 quando uma pequena edificação com dois canhões de 75 mm em Roche-la-Croix [fr] impediu a passagem de várias divisões  italianas pelo passo de Larche em direcção do vale de Ubaye.

## Características
Para a sua construção procura-se normalmente uma posição naturalmente elevada — pequena elevação ou mesmo pico equipada com torre, e altas muralhas para facilitar a visão e do tiro, mas também diminui o ímpeto do inimigo. Assim para retardar o avanço dos atacantes tenta-se faze-lo com um fosso à sua volta, numa escarpas, antes de um rio, lago ou pântano, já que qualquer meio que obrigue o inimigo a afrouxar o seu ataque é uma alvo mais fácil de atingir.

## Tipos

### Praça-forte
A praça-forte possui forte ligação com o arquiteto francês Vauban; pelo numero impressionante de fortificações, mais de 180, que construiu no tempo de Luís XIV e, também pela beleza da arquitectura militar. Tendo dado o seu nome a um tipo de arquitectura militar, o sistema Vauban, que aperfeiçoa as técnicas defensivas e obtém importantes conhecimentos sobre a interacção entre as estruturas defensivas, nomeadamente entre a sua forma e estruturas arquitectónica, e a eficácia dos cercos e sortidas. Com esses conhecimentos aperfeiçoa a arquitectura das cortinas de defesa das fortalezas  caracterizado por:
- Uma sequência de três fossos que servem de barreira;
- Uma forma em estrela que não deixa nenhum ângulo morto.

São 37 as construções militares que erigiu para defenderem as regiões costeiras ou os portos de mar.
Ao mesmo tempo engenheiro militar, urbanista, engenheiro hidráulico e ensaísta, Vauban prefigura em inúmeras obras os filósofos do siècle des Lumières. Perito em poliorcética dá ao reino de frança uma cintura de ferro e foi nomeado general por Luís XIV.

### Cidadelas

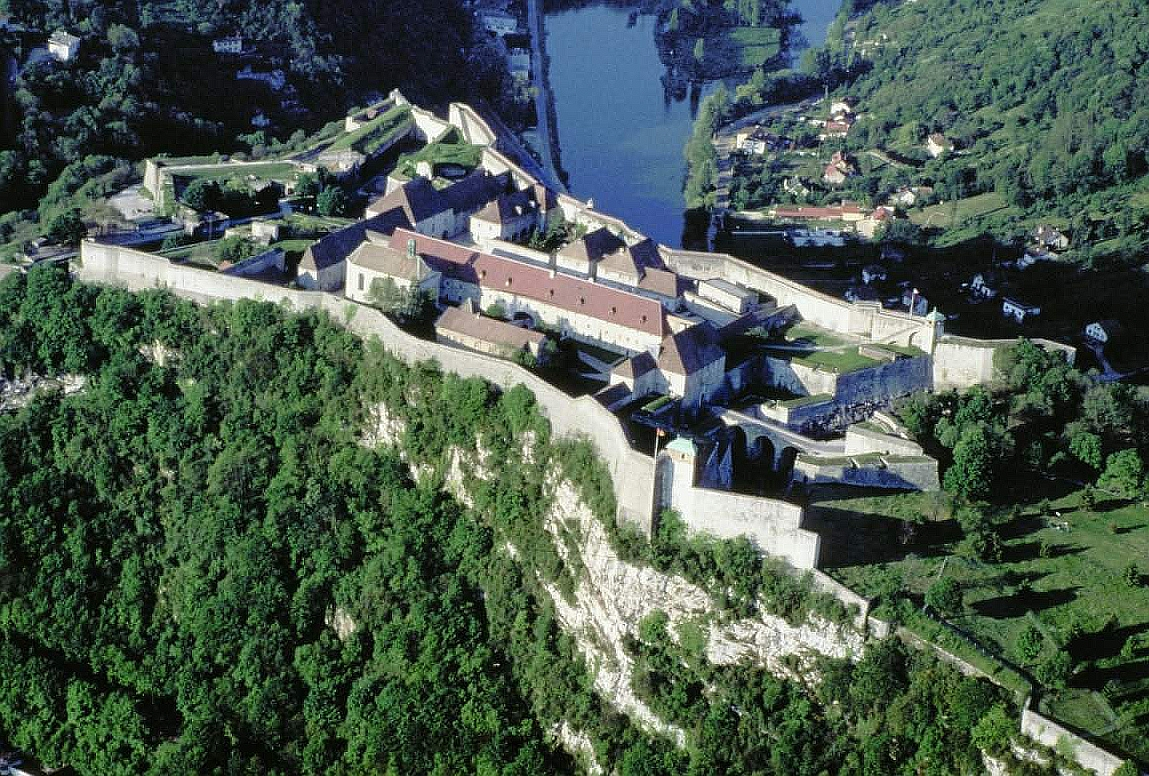
Cidadela de Besançon

Uma variante da praça-forte é a cidadela como a de Besançon. Entre 1667 e 1707 foi responsável do melhoramento das fortificações de cerca de 300 cidades.

## UNESCO
A importância das construções de Vauban é tal que doze das sua obras reagrupadas na Rede dos sítios importantes de Vauban foram classificadas no Património Mundial da UNESCO